# Владимир Алексић
Владимир Алексић (Банатско Ново Село, 23. јул 1872 — Београд, 24. децембар 1911) био је српски пилот и лекар.

## Биографија
Потекао је из трговчке породице. Крајем седамдесетих 19. века породица је прешла у Панчево. Школован је у Панчеву и Новом Саду. Студиј медицине је завршио у Грацу, Хабзбуршка монархија. Лекарском праксом почео да се бави 1898. године по повратку у Панчево. Владимир Алексић је говорио неколико светских језика. Бавио се превођењем Гетеа са немачког а писао је оригиналне песме и новеле.
У Панчеву је основао патриотско друштво „Узданица“. где су се држала предавања из технике и књижевности са великим родољубивим набојем.
Др Владимир Алексић је 1907. почео да се бави конструисањем макета летелица. 1908. је почео да гради једилицу. Летелицу је саградио столар Јордан, по нацртима др Алексића. На јесен 1909. године једрилица је завршена.
Једрилица је била двокрилац, израђена је од дрвета, шпанске трске и платна. Крила су била различитог распона (горње крило је било већег распона). Труп је имао дужину од 6 m. За управљање је користио покретне делове на крајевима крила који су били повезани челичним сајлама са командама. Као стајни трап су коришћене скије.
Први лет је покушан 17. октобра 1909. на терену градског вашаришта у Панчеву, уз помоћ гуменог ужета-праћке. Алексић је сео за команде у центру доњег крила, а помоћници су затегли гуме и на Алексићев знак лансирали једрилицу. Једрилица је достигла висину од неколико метара. После лета од десетак метара се заклатила а затим ударила у земљу. Узрок је вероватно неусавршена конструкција и недостатак вештине пилота.
Једрилица је делимично оштећена, а пилот је остао неповређен. Иако је први лет био неуспешан Алексић је био први Србин, који је полетео на ваздухоплову своје конструкције и тиме је постао један од пионира српског ваздухопловства.
Др Алексић је поправио једрилицу и покушао је да набави одговарајући мотор у чему није успео.
Др Алексић је 1911. је имао операцију слепог црева. Због постоперативних компликације убрзо је умро. Сахрањен је у Панчеву 1911. године.

## Галерија
- Др Алексић и његова летелица, коју је сам конструисао 1909. године.